# Меллотт (Індіана)
Меллотт (англ. Mellott) — місто (англ. town) в США, в окрузі Фаунтен штату Індіана. Населення — 174 особи (2020).

## Географія
Меллотт розташований за координатами 40°9′51″ пн. ш. 87°8′56″ зх. д. / 40.16417° пн. ш. 87.14889° зх. д. (40.164047, -87.148787).  За даними Бюро перепису населення США в 2010 році місто мало площу 0,44 км², уся площа — суходіл.

## Демографія
Згідно з переписом 2010 року, у місті мешкало 197 осіб у 88 домогосподарствах у складі 55 родин. Густота населення становила 445 осіб/км².  Було 102 помешкання (230/км²).
Расовий склад населення:
| - 99,0 % — білих |

До двох чи більше рас належало 1,0 %. Частка іспаномовних становила 2,5 % від усіх жителів.
За віковим діапазоном населення розподілялося таким чином: 22,8 % — особи молодші 18 років, 52,8 % — особи у віці 18—64 років, 24,4 % — особи у віці 65 років та старші. Медіана віку мешканця становила 42,8 року. На 100 осіб жіночої статі у місті припадало 84,1 чоловіків;  на 100 жінок у віці від 18 років та старших — 76,7 чоловіків також старших 18 років.
Середній дохід на одне домашнє господарство  становив 37 830 доларів США (медіана — 28 333), а середній дохід на одну сім'ю — 53 367 доларів (медіана — 45 000). За межею бідності перебувало 20,7 % осіб, у тому числі 0,0 % дітей у віці до 18 років та 18,9 % осіб у віці 65 років та старших.
Цивільне працевлаштоване населення становило 67 осіб. Основні галузі зайнятості: освіта, охорона здоров'я та соціальна допомога — 29,9 %, роздрібна торгівля — 20,9 %, виробництво — 20,9 %.